# Systenopora contracta
Systenopora contracta är en mossdjursart som beskrevs av Campbell Easter Waters 1904. Systenopora contracta ingår i släktet Systenopora och familjen Sclerodomidae. Inga underarter finns listade i Catalogue of Life.